# أليكس نيلسون
أليكس نيلسون (بالإنجليزية: Alex Nelson)‏ هو مغن مؤلف أمريكي، ولد في 22 مارس 1975.

## وصلات خارجية
- أليكس نيلسون على موقع ميوزك برينز (الإنجليزية)
- أليكس نيلسون على موقع أول ميوزيك (الإنجليزية)
- أليكس نيلسون على موقع ديسكوغز (الإنجليزية)

- الموقع الرسمي